# Josef Rolletschek
 (septembre 2019).

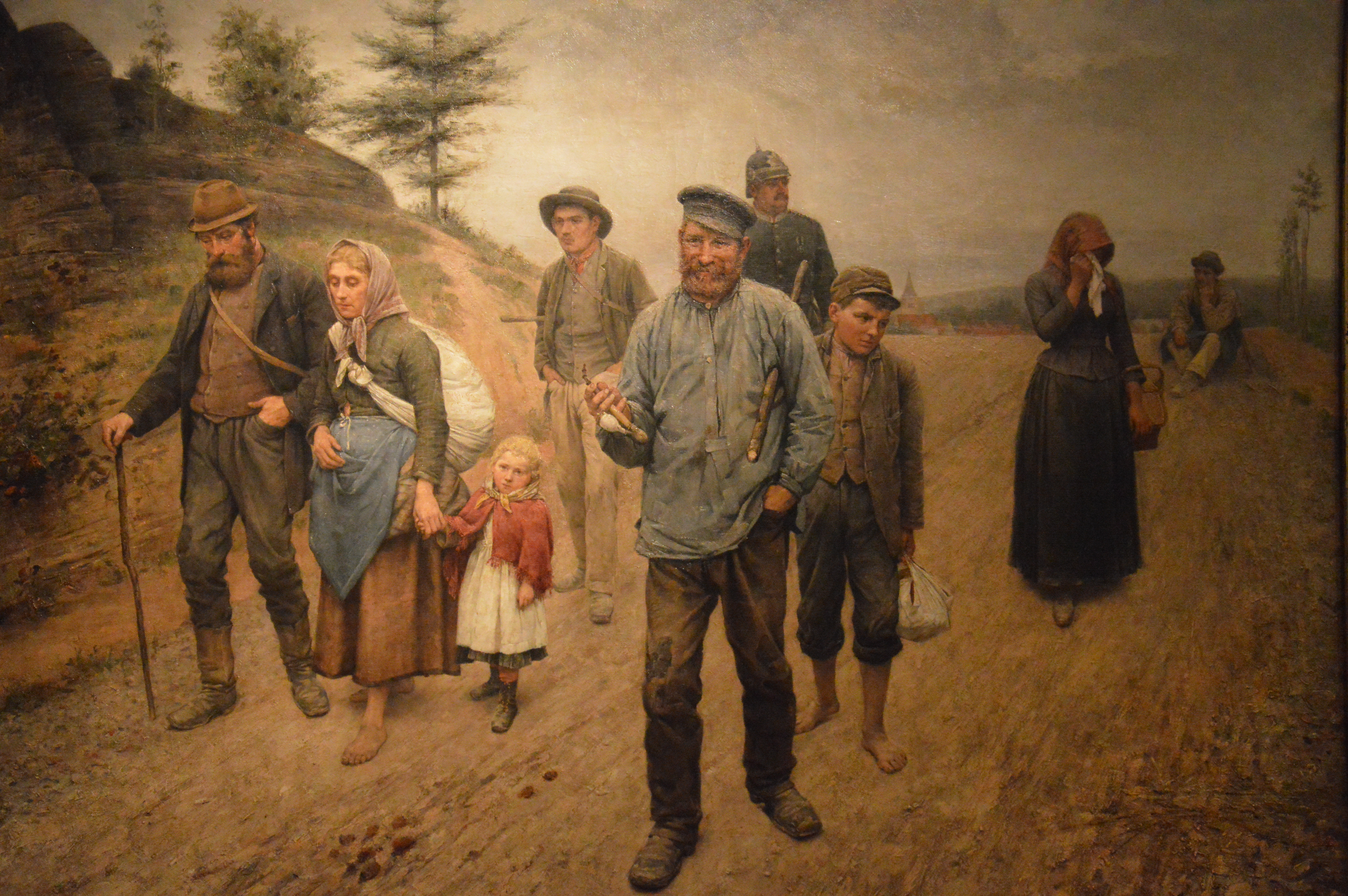
Die Vertriebenen (1899), Musée historique allemand, Berlin.

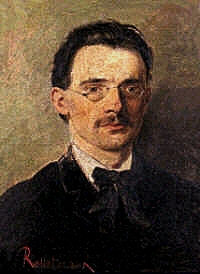
Portrait Rudolf Steiner (ca. 1894).

Josef Rolletschek (ou Josef Rollet), né le 19 octobre 1859 à Gießaus dans la commune de Liberk et mort en avril 1934 à Weimar, est un peintre autrichien.

## Biographie
Josef Rolletschek naît le 19 octobre 1859 à Gießaus.
Il est élève de František Sequens à l'Académie des beaux-arts de Prague de 1883 à 1890. À partir de 1890, il habite dans le foyer d'artistes de Weimar et étudie de 1891 à 1896 à l'École grand-ducale saxonne des arts de Weimar avec Carl Frithjof Smith (en).
Josef Rolletschek est ami avec le publiciste et ésotériste Rudolf Steiner et peint son portrait. Il écrit également le livre Was sich die Blumen erzählen und Anderes. Outre ses propres œuvres, il réalise quelques copies d'anciens portraits de personnalités célèbres, notamment de Frédéric II de Prusse d'après l'original d'Anna Rosina de Gasc et d'Anne-Amélie de Prusse d'après l'original d'Angelika Kaufmann.
Ses peintures se trouvent entre autres dans les collections du musée municipal de Weimar et de la galerie nationale de Prague. 
Il meurt en avril 1934 à Weimar.

## Publication
- (de) Was sich die Blumen erzählen und Anderes, Leipzig/Berlin, Wigand, 1904 (OCLC 934825965)